# یوشینوری ۹۰۷۳
سیارک ۹۰۷۳ (به انگلیسی: 9073 Yoshinori، نامگذاری:1994ER) نه هزار و هفتاد و سومین سیارک کشف شده‌است که در ۴ مارس ۱۹۹۴ کشف شد.